# Schatz von Pietroasa

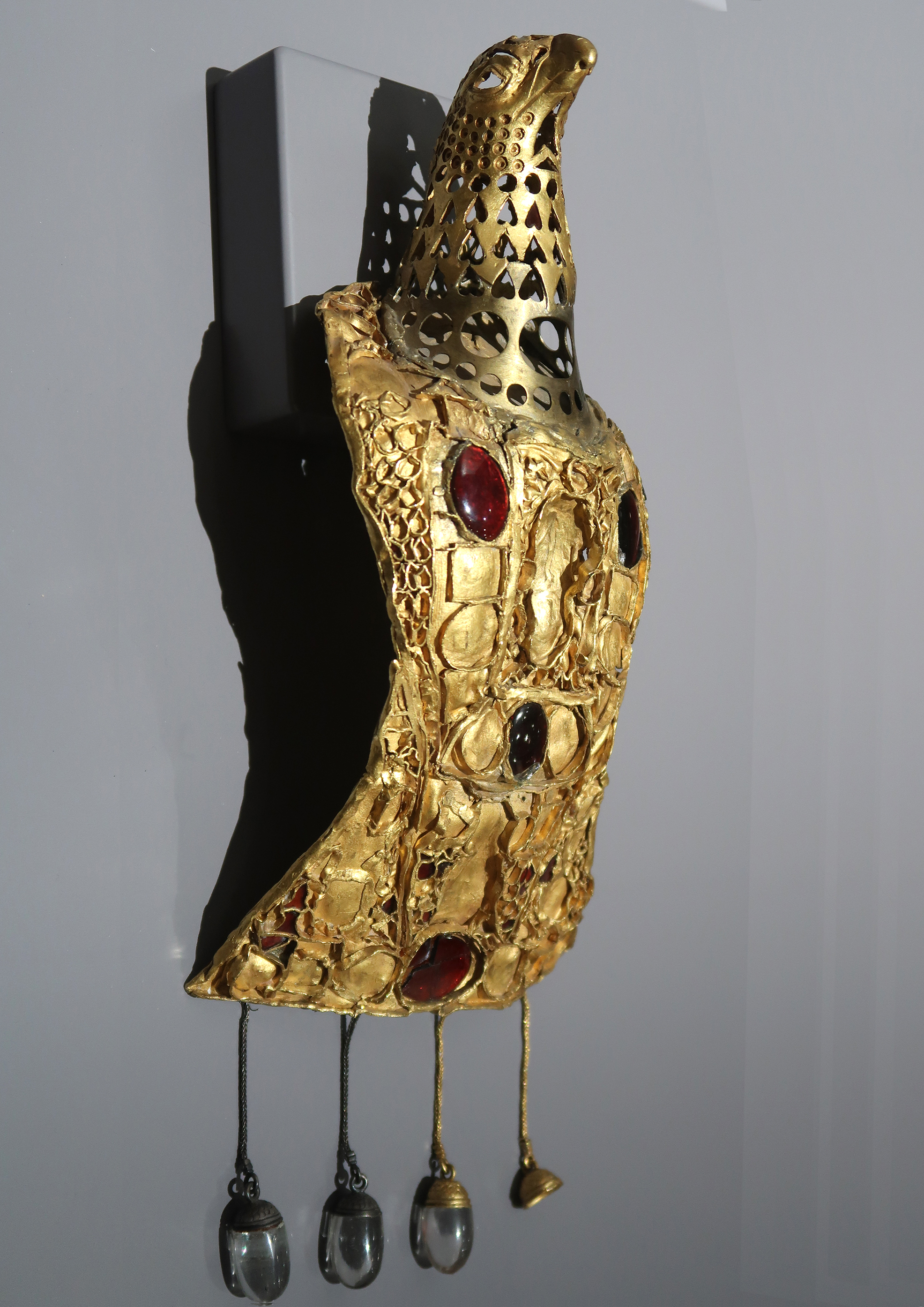
Adlerförmige Fibel

Der Schatz von Pietroasa bezeichnet einen archäologischen Fund in Rumänien aus der ersten Hälfte des 19. Jahrhunderts. Dieser Schatz wurde auf der Weltausstellung Paris 1867 gezeigt und bekam wegen der vier in Vogelform gestalteten Fibeln den Beinamen Cloșca cu puii de aur – Die Henne mit den goldenen Küken. Ausgestellt ist der Schatz im Historischen Nationalmuseum in Bukarest.

## Entdeckung
Im Jahr 1837 wurde der Schatz von Pietroasa bei Steinbrucharbeiten in der Nähe des Dorfes Pietroasa (Kreis Buzău) entdeckt. Die Finder des Schatzes, zwei Bauern, hielten diesen Fund zunächst geheim, um ihn zu verkaufen. Einige Stücke des Schatzes wurden dabei beschädigt. Noch im gleichen Jahr wurde der Schatz durch die Behörden beschlagnahmt. Insgesamt handelt es sich um zwölf Gegenstände mit einem Gesamtgewicht von ca. 19 kg. Der Schatz besteht aus zwei kompletten Halsreifen – darunter der Ring von Pietroassa –, einer Schale, einer Kanne, einer großen Platte, zwei Halsringfragmenten und vier Fibeln. Insgesamt zehn weitere Objekte, unter anderem Armringe und ein Halsreif mit Inschrift, gingen allerdings verloren, da die Finder diese bereits an einen albanischen Maurer verkauft hatten.

## Datierung
Zunächst dem König Athanarich aus dem dritten Viertel des 4. Jahrhunderts zugeschrieben, scheint es, wie eine Reihe wichtiger Merkmale nahelegen, dass der Schatz erst um die Mitte des 5. Jahrhunderts vergraben wurde. In diesem Falle würde er den Ostgoten zuzuweisen sein. Die hohe Qualität der Arbeiten scheint aus byzantinischen Werkstätten zu entstammen. Eine andere Theorie verbindet den Schatz mit Gainas, einem römischen General gotischer Abstammung.